# Puk en Poppedijn
Puk en Poppedijn is een Nederlandse stripreeks van Piet Wijn.

## Inhoud
Puk en Poppedijn zijn een tweeling, die allerlei avonturen beleven in een niet precies gedateerde periode van de 17e eeuw.

## Publicatiegeschiedenis
De eerste 18 verhalen zijn gepubliceerd in De Spiegel van 14 november 1964 tot en met 27 december 1969, als opvolger van Holle Pinkel. Later werden nog 9 verhalen gepubliceerd door het weekblad Prinses van 22 januari 1972 tot 20 april 1974.
De verhalen zijn nooit in een reguliere albumreeks verschenen. Pas in 1995 verscheen bij uitgeverij Panda een luxe, gebonden uitgave in drie delen met elk 9 verhalen. Omdat die reeks al jaren is uitverkocht, is uitgeverij Boumaar begonnen met een nieuwe uitgave, dit keer op groter formaat en in vijf delen. Deze nieuwe uitgave is echter voortijdig beëindigd in verband met auteursrechtelijke problemen.